# Gangbusters Melody Club
Gangbusters Melody Club è il quinto album in studio del gruppo electro swing Caravan Palace, pubblicato il 1º marzo 2024.

## Tracce
Testi e musiche di Arnaud de Bosredon.
1. Mad – 2:47
2. Mirrors – 3:41
3. 81 Special – 3:56
4. Racoons – 3:27
5. Avalanches – 4:09
6. Reverse – 4:02
7. Fool – 3:51
8. Spirits – 3:52
9. Blonde Dynamite – 3:50
10. Portobello – 2:42
11. City Cook – 3:24
12. Villa Rose – 4:04

## Formazione
Caravan Palace
- Paul-Marie Barbier – pianoforte (tracce 1, 4–7, 12) percussioni (tutte le tracce) vibrafono (tracce 5, 8, 11)
- Martin Berlugue – trombone (tracce 1–3, 6, 9–10, 12)
- Zoé Colotis – voce  (tracce 1–6, 8–12), coro (1, 3, 5)
- Arnaud "Vial" de Bosredon – programmazione batteria, sintetizzatore, missaggio (tutte le tracce); chitarra elettrica (tracce 1, 2, 4–6, 10–12), voce del coro (1, 5, 8); sassofono contralto (6), chitarra acustica (7, 8), sassofono (7), Compositore (tutte le tracce)
- Charles Delaporte – programmazione batteria, sintetizzatore (tutte le tracce); basso tastiera (tracce 1–3, 5, 8–12); basso elettrico (4, 6), cori (6), contrabbasso (12)
- Lucas Saint-Cricq – sassofono baritono, sassofono tenore (tracce 1, 3–9); sassofono contralto (3–9), violino (tracce 2–6, 11–12)
- Luis Calderon – mastering, pianoforte – (traccia 7), sintetizzatore – (traccia 6)

Ulteriori contributori
- Aurélien – montaggio
- Robin Mansanti – corista (tracce 5, 8)
- Ella Washington – voce solista (traccia 7)

Ex membri (2011-2021)
- Hugues Payen – violino (traccia 4)
- Camile Chapelière – sassofono (traccia 10)

## Classifiche
| Classifica (2024)                | Posizione massima |
| -------------------------------- | ----------------- |
| Belgio                           | —                 |
| Francia                          | 125               |
| Svizzera                         | —                 |
| Regno Unito (Dance) ( OCC )      | 10                |
| Regno Unito (album indipendenti) | 15                |